# Gonty (przystanek kolejowy)
Gonty – zlikwidowany przystanek osobowy, a dawniej stacja kolejowa w Gontach na linii kolejowej nr 218 Prabuty – Kwidzyn, w województwie pomorskim.